# Erotylidae
Erotylidae là một họ bọ cánh cứng có hơn 100 chi. Trong giới hạn hiện nay, họ này bao gồm các phân họ Dacninae, Encaustinae, Erotylinae, Megalodacninae, và Tritominae. Nói cách khác, Erotylidae giới hạn hẹp tương ứng với phân họ Erotylinae trong định nghĩa sensu lato. Chúng ăn các chất thực vật và nấm; một số loài là tác nhân thụ phấn quan trọng còn một số là loài sâu bệnh gây hại. Đôi khi loài có lợi và loài gây hại thuộc một chi, ví dụ như Pharaxonotha. 

## Các chi chọn lọc
- Acropteroxys Gorham, 1887
- Acryptophagus
- Aegithus
- Amblyopus Lacordaire, 1842
- Amblyscelis Gorham, 1888
- Anadastus

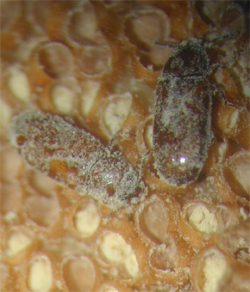
Pharaxonotha esperanzae trên microsporophyll Microcycas calocoma

- Apolybas Alvarenga, 1965 (= Lybas)
- Atomarops Reitter
- Aulacochilus Lacordaire, 1842
- Bolerus Grouvelle
- Brachypterosa Zablotny & Leschen, 1996
- Brachysphaenus
- Caenolanguria
- Callischyrus
- Camptocarpus
- Cathartocryptus Sharp, 1886
- Chinophagus Ljubarsky, 1997
- Cladoxena Motschulsky
- Cnecosa
- Coccimorphus Hope, 1841
- Coelocryptus Sharp, 1900
- Combocerus Bedel, 1867
- Coptengis Crotch, 1876
- Crotchia Fowler
- Crowsenguptus
- Cryptodacne Sharp, 1878
- Cryptophilus Reitter, 1874
- Cypherotylus Crotch, 1873
- Cytorea
- Dacne Latrielle, 1796
- Dapsa
- Dasydactylus Gorham, 1887
- Doubledaya
- Ectrapezidera
- Ellipticus
- Empocryptus Sharp
- Encaustes Lacordaire, 1842
- Episcapha Dejean, 1837
- Episcaphula Crotch
- Erotylus Fabricius, 1775
- Eutriplax Lewis, 1887
- Fitoa
- Gibbifer
- Goniolanguria
- Haematochiton
- Hapalips Reitter, 1877
- Henoticonus Reitter, 1878
- Hirsotriplax
- Homoeotelus Hope, 1841
- Hoplepiscapha Lea, 1922
- Iphiclus
- Ischyrus Crotch, 1873
- Languria Latreille, 1802
- Languriomorpha
- Langurites Motschulsky, 1860
- Lepidotoramus Leschen, 1997
- Leucohimatium Rosenhauer, 1856
- Linodesmus  Bedel, 1882
- Loberogosmus Reitter
- Loberolus
- Loberonotha Sen Gupta & Crowson 1969
- Loberopsyllus
- Loberoschema Reitter
- Loberus LeConte, 1861
- Lobosternum
- Lybanodes
- Lybas
- Macromelea Hope
- Macrophagus Motschulsky
- Malleolanguria
- Megalodacne Crotch, 1873
- Megischyrus Crotch, 1873
- Meristobelus
- Microlanguria Lewis
- Microsternus
- Mycetaea Stephens, 1829
- Mycolybas Crotch, 1876
- Mycotretus Chevrolat in Dejean, 1837
- Neoloberolus
- Neotriplax[cần kiểm chứng]
- Nomotus
- Oligocorynus Chevrolat, 1835
- Ortholanguria
- Othniocryptus Sharp, 1900
- Paphezia Zablotny & Leschen, 1996
- Paracladoxena Fowler
- Pediacus
- Penolanguria Kolbe
- Pharaxonotha Reitter, 1875
- Platoberus Sharp
- Prepopharus
- Promecolanguria
- Protoloberus Leschen, 2003
- Pselaphacus Percheron, 1835
- Pselaphandra Jacobson, 1904
- Pseudhapalips Champion
- Pseudhenoticus Sharp
- Pseudischyrus
- Rhodotritoma Arrow, 1925
- Scaphidomorphus Hope, 1841
- Scaphodacne Heller, 1918
- Setariola Jakobson, 1915
- Spondotriplax
- Stengita
- Stenodina
- Telmatoscius
- Teretilanguria
- Tetralanguria
- Thallis
- Thallisella Crotch
- Tomarops Grouvelle, 1903
- Trapezidera
- Trichotritoma
- Trichulus
- Triplacidea Gorham, 1901
- Triplax  Herbst, 1793
- Tritoma Fabricius, 1775
- Truquiella Champion
- Xenocryptus Arrow, 1929
- Xenoscelis Wollaston, 1864
- Xestus
- Zavaljus
- Zonarius (= Oligocorynus)
- Zythonia Westwood, 1874

## Hình ảnh

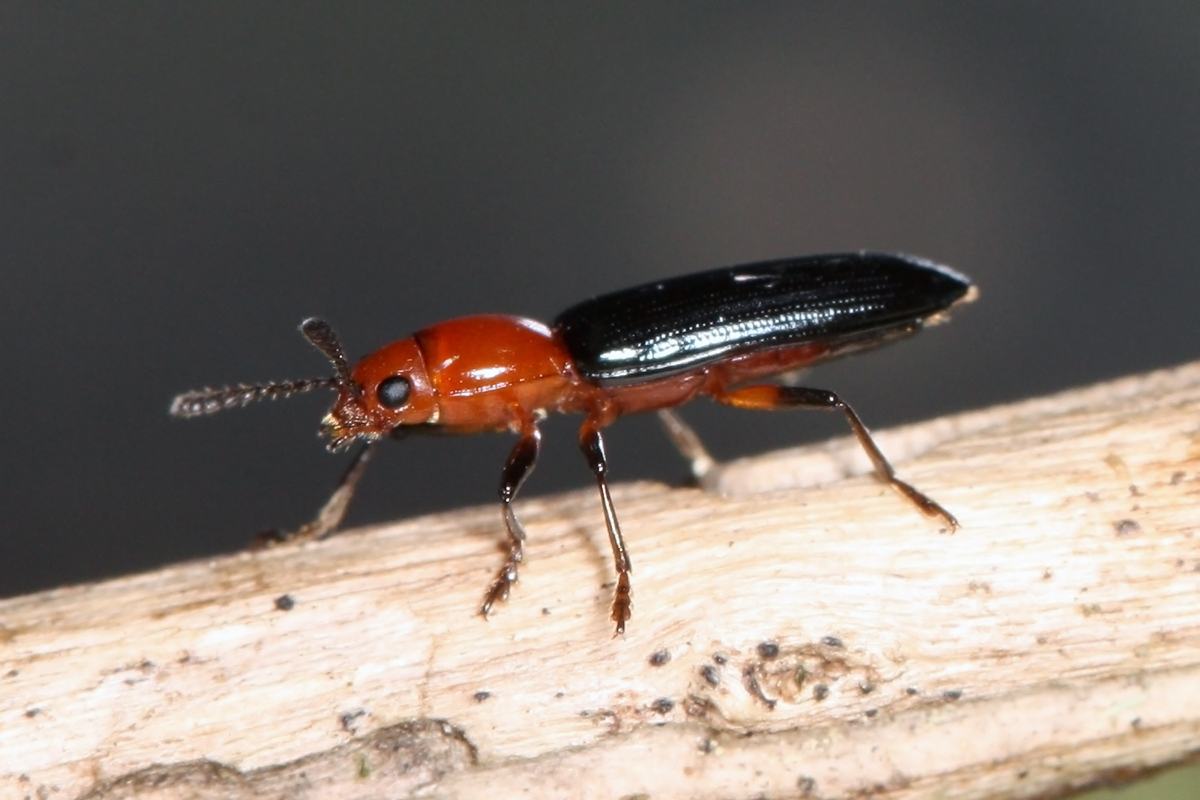
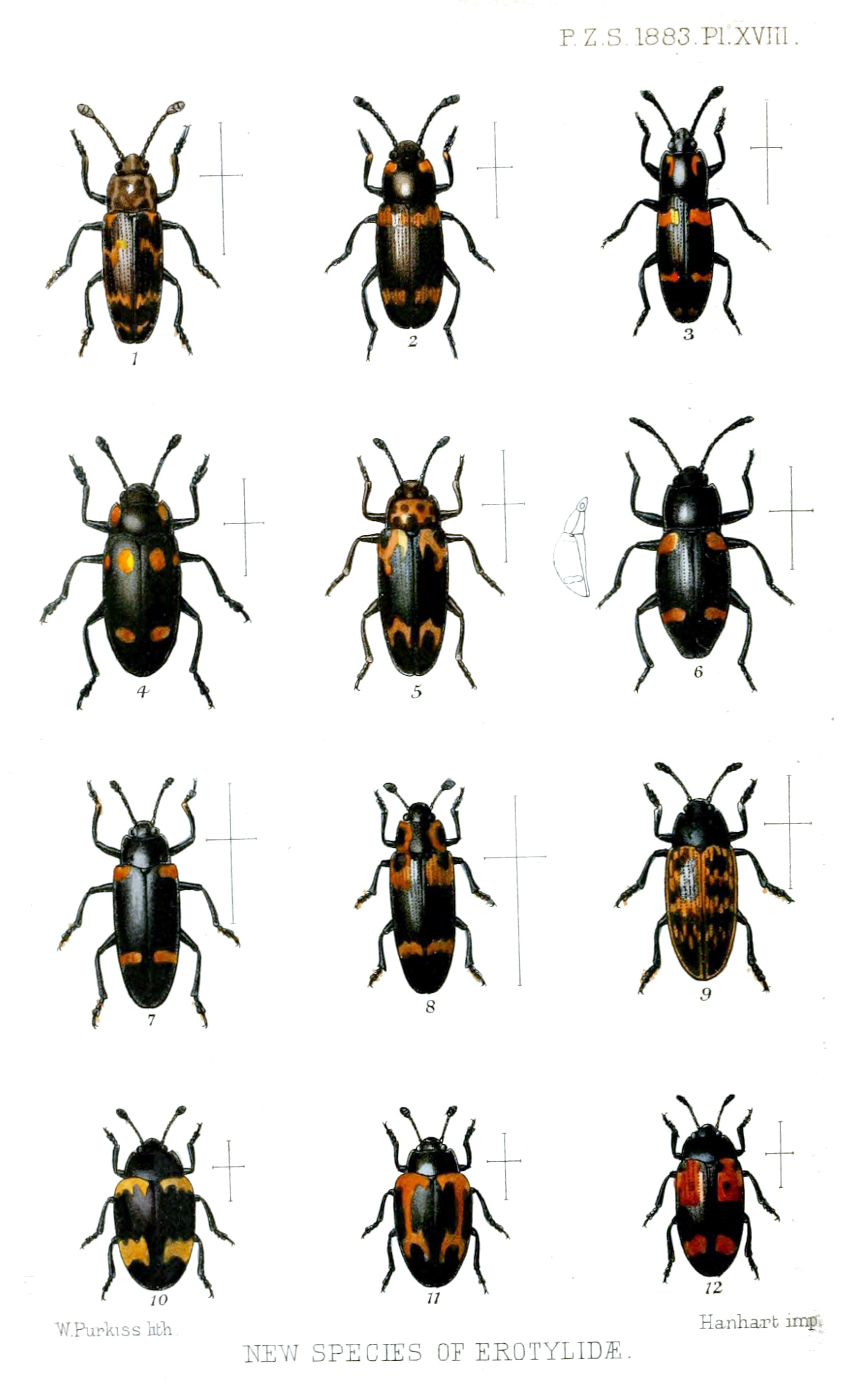
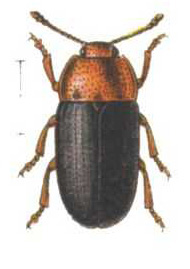
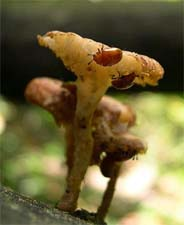